# Zakrzewo (Elbląg)
Zakrzewo – północna dzielnica Elbląga.
Od zachodu graniczy z osiedlami Zawada i Kępa Północna od północy z osiedlem Nad Jarem od wschodu z osiedlem Truso a od południa z dzielnicą Rakowo oraz z Osiedlem Marynarzy.
Wieś komornictwa zewnętrznego Elbląga w XVII i XVIII wieku. 
Dzielnica w dużym stopniu w jej zachodniej części zabudowana jest przedwojennymi domami mieszkalnymi. W latach 70. jej wschodnią część zabudowano czteropiętrowymi blokami, osiedle przyjęło nazwę Kamionka. 
Elbląskie Towarzystwo Budownictwa Społecznego wybudowało tu osiedle czteropiętrowych bloków.
W dzielnicy mieści się także centrum handlowe Ogrody, otwarte w 2002 roku,  w którym znajdują się m.in. sklepy takich sieci jak: Carrefour, Deichmann, Reserved, CroppTown, Komfort, RTV Euro AGD, a także restauracje takich sieci jak np. McDonald’s i kilkadziesiąt sklepów z różnych branż.